# Нерица (сельское поселение)
Нерица — административно-территориальная единица (административная территория село с подчинённой ему территорией) и муниципальное образование (сельское поселение с полным официальным наименованием муниципальное образование сельского поселения «Нерица») в составе муниципального района Усть-Цилемского в Республике Коми Российской Федерации.
Административный центр и единственный населённый пункт — село Нерица.

## История
Статус и границы административной территории установлены Законом Республики Коми от 6 марта 2006 года № 13-РЗ «Об административно-территориальном устройстве Республики Коми».
Статус и границы сельского поселения установлены Законом Республики Коми от 5 марта 2005 года № 11-РЗ «О территориальной организации местного самоуправления в Республике Коми».

## Население
| 2010 | 2011 | 2012 | 2013 | 2014 | 2015 | 2016 |
| ---- | ---- | ---- | ---- | ---- | ---- | ---- |
| 217  | ↘214 | ↘212 | ↗221 | ↘217 | ↘212 | →212 |
| 2017 | 2018 | 2019 | 2020 | 2021 |      |      |
| ↗217 | →217 | ↗220 | ↘212 | ↘173 |      |      |